# Marloes Bolman
Marloes Maria Hilde (Marloes) Bolman (Harlingen, 8 november 1977), is een Nederlandse roeister. Zij vertegenwoordigde Nederland bij verschillende grote internationale wedstrijden. Zo nam zij eenmaal deel aan de Olympische Spelen, maar won hierbij geen medaille.
In 2000 maakte zij op 22-jarige leeftijd haar olympische debuut bij de Olympische Spelen van Sydney op het onderdeel twee zonder stuurvrouw. De olympische roeiwedstrijden vonden plaats op het Regatta Centre van Penrith Lake, een speciaal voor de Olympische Spelen aangelegde roei en kanobaan.
In haar actieve tijd was ze aangesloten bij de Amsterdamse studentenroeivereniging ASR Nereus.

## Palmares

### roeien (twee zonder stuurvrouw)
- 2000: 6e Wereldbeker I - 7.49,35
- 2000: 10e OS - 7.27,22

### roeien (acht met stuurvrouw)
- 1999:  Wereldbeker I - 6.28,83
- 1999:  Wereldbeker III - 6.04,20
- 1999: 4e WK - 6.55,57

Femke Dekker · 
Marloes Bolman